# Édson Marcelo de Faria Manfron
Édson Marcelo de Faria Manfron (Curitiba, Brasil, 8 de febrero de 1979), también conocido como Tamandaré, es un exfutbolista brasileño que se desempeñaba como mediocentro ofensivo. Actualmente se encuentra en retiro y jugó en equipos de su natal Brasil y en México.   

## Clubes
- Sport Club Corinthians Paranaense (1998 – 1999)
- Club América (1999-2000)
- Club Deportivo Irapuato (2000-2001)
- San Luis Fútbol Club (2001 – 2004)

- Athletic Club Ajaccien (2004-2006)
- Villa Rio Esporte Clube (2007)
- Club de Regatas Vasco da Gama (2007)
- Associação Portuguesa de Desportos (2008)
- Clube de Futebol Os Belenenses (2008-2009)
- Fortaleza Esporte Clube (2009)
- Paykan F.C. (2010-)
- Ionikos F.C> Grecia 2011
- doxa dramas GRECIA

Corinthians paranaense 
rio branco de paranagua